# Peduncolo (anatomia)
Per peduncolo in anatomia si intende una tipica formazione a gambo, che unisce due parti del corpo. Alcune forme di tumori sono dette peduncolate proprio per questa caratteristica.
Gli organi aventi un ilo, ovvero uno specifico punto di accesso per vene, arterie, vasi linfatici e nervi, presentano anch'essi un particolare tipo di peduncolo, detto peduncolo vascolare, contenente appunto l'insieme di queste formazioni vascolari e nervose.
Il più conosciuto è il peduncolo cerebrale.